# Gare de Kawaguchiko
La gare de Kawaguchiko (河口湖駅, Kawaguchiko-eki) est une gare ferroviaire du bourg de Fujikawaguchiko, dans la préfecture de Yamanashi au Japon. La gare est exploitée par la compagnie Fuji Sanroku Denki Tetsudo (Fujikyu).

## Situation ferroviaire
Gare terminus, Kawaguchiko marque la fin de la ligne Fujikyuko, à l'altitude de 857 m.

## Histoire
La gare de Kawaguchiko a été inaugurée le 24 août 1950.

## Service des voyageurs

### Accueil
La gare dispose d'un bâtiment voyageurs, avec guichets, ouvert tous les jours.

### Desserte
- Ligne Fujikyuko :
  - voies 1 à 3 : direction Mont Fuji, Ōtsuki et Shinjuku